# Fungus Rock
Fungus Rock (ang. Fungus Rock, malt. Il-Ġebla tal-Ġeneral) – skała wapienna u wejścia do zatoki Dwejra przy wyspie Gozo w archipelagu Wysp Maltańskich o wysokości 60 metrów. Sławę i nazwę zawdzięcza „grzybkowi maltańskiemu” (Fungus melitensis), jak niegdyś nazywano cynomorium szkarłatne (Cynomorium coccineum) – roślinę z rodziny cynomoriowatych (Cynomoriaceae). Wyspa była pilnie strzeżona przez szpitalników, którzy w tym celu wznieśli na wyspie Gozo w 1651 roku Dwejra Tower. Za podjęcie próby kradzieży rośliny groziło uwięzienie lub los niewolnika na galerach. Za wykradzenie roślin groziła kara śmierci. W celu ochrony stanowiska tego gatunku wygładzono ściany skały, tak, by uniemożliwić wspinaczkę. Jedyny dostęp do grzbietu skały umożliwiała gondola podwieszana do liny rozpiętej między wysepką i wyspą Gozo. Ta prymitywna kolejka linowa działała jeszcze w 1815 roku, kiedy to podróż na skałę opisał podróżnik angielski Claudius Shaw. Roślina była tak wartościowa, ponieważ z powodu podobieństwa do narządów i krwi ludzkiej, znajdowała szerokie zastosowanie przy leczeniu rozmaitych chorób i dolegliwości. 
Fungus Rock jest na liście ochronnej dziedzictwa przyrodniczego Wysp Maltańskich. W wykazie maltańskiego urzędu środowiska i planowania Malta Environment and Planning Authority (MEPA), Fungus Rock ma status rezerwatu przyrody od 1992 roku na podstawie aktu prawnego EPA - LN 022/92. Fungus Rock funkcjonuje również jako obszar o znaczeniu ekologicznym (ang. Area of Ecological Importance) na podstawie aktu prawnego DPA - GN 827/02. Jest także częścią większego obszaru chronionego - L-Inħawi tad-Dwejra u tal-Qawra, inkluz Ħagret il-General, który posiada status specjalnego obszaru ochrony siedlisk o znaczeniu międzynarodowym (ang. Special Areas of Conservation - International Importance) i specjalnego obszaru ochronnego w ramach programu Natura 2000.
Współcześnie także wspinaczka na skałę bez odpowiednich zezwoleń i zbieranie na niej roślin jest karane, ponieważ w całości stanowi rezerwat przyrody (ang. Fungus Rock Nature Reserve, malt. Ir-Riserva Naturali tal-Ġebla tal-Ġeneral).